# Analogía del factor J de Chilton y Colburn
La analogía del factor J de Chilton-Colburn es una analogía valiosa y ampliamente utilizada entre la transferencia de calor, el  momento y la transferencia de masa. Los mecanismos básicos y las matemáticas del transporte de calor, masa y momento son esencialmente los mismos. Entre muchas analogías, como la analogía de Reynolds y la analogía de Prandtl-Taylor, desarrolladas para relacionar directamente los coeficientes de transferencia de calor, los coeficientes de transferencia de masa y los factores de fricción, la «analogía de Chilton y el factor J de Colburn» demostró ser la más exacta.
Su formulación matemática es la siguiente:
{\displaystyle J_{M}={\frac {f}{2}}=J_{H}={\frac {h}{c_{p}\,G}}\,{Pr}^{\frac {2}{3}}=J_{D}={\frac {k'_{c}}{\overline {v}}}\cdot {Sc}^{\frac {2}{3}}}
Esta ecuación permite la predicción de un coeficiente de transferencia desconocido cuando se conoce uno de los demás coeficientes. La analogía es válida para el flujo turbulento completamente desarrollado en conductos con Re > 10 000 y  0.7 < Pr <160 y tubos donde L/d > 60, es decir, las mismas restricciones que la  correlación de  Sieder-Tate. La gama más amplia de datos se puede correlacionar mediante la analogía de Friend-Metzner.
La relación entre calor y masa tiene la siguiente expresión:
{\displaystyle J_{M}={\frac {f}{2}}=J_{H}={\frac {h}{c_{p}\,G}}\,{Pr}^{\frac {2}{3}}=J_{D}={\frac {k'_{c}}{\overline {v}}}\cdot {Sc}^{\frac {2}{3}}}